# Baross utca (Budapest, VIII. kerület)

Baross utca - 1916

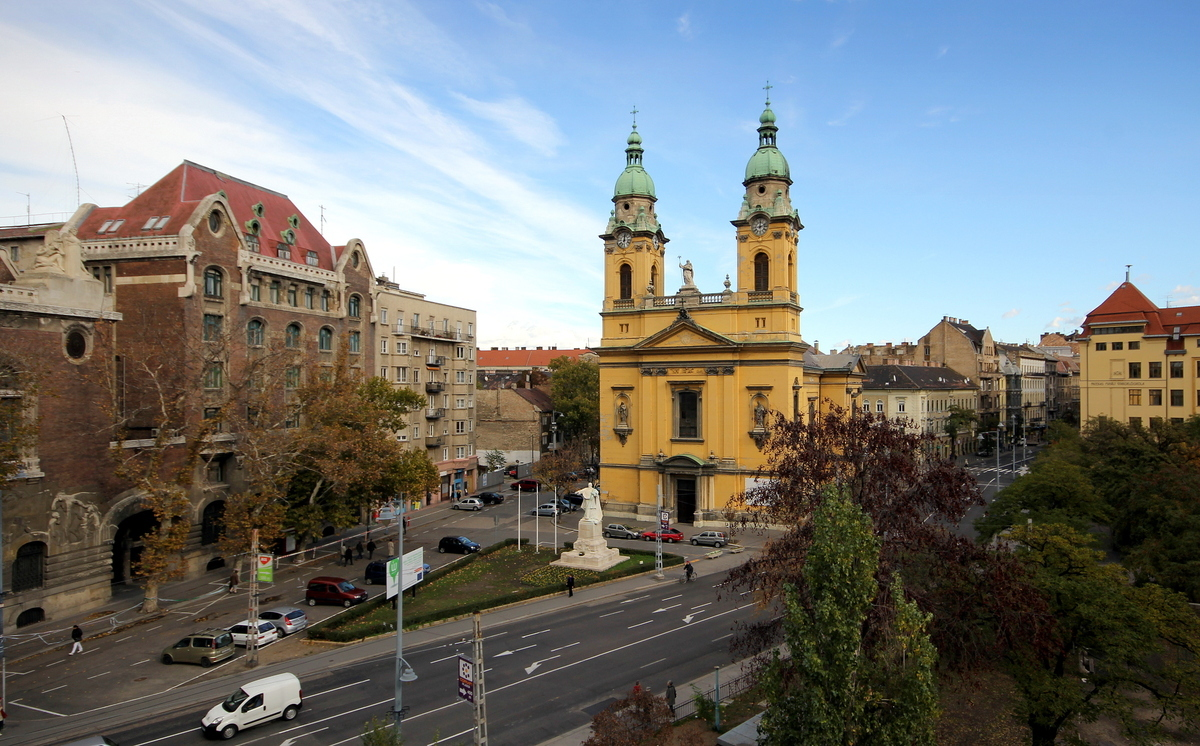
A Baross utca a Szent József-templommal

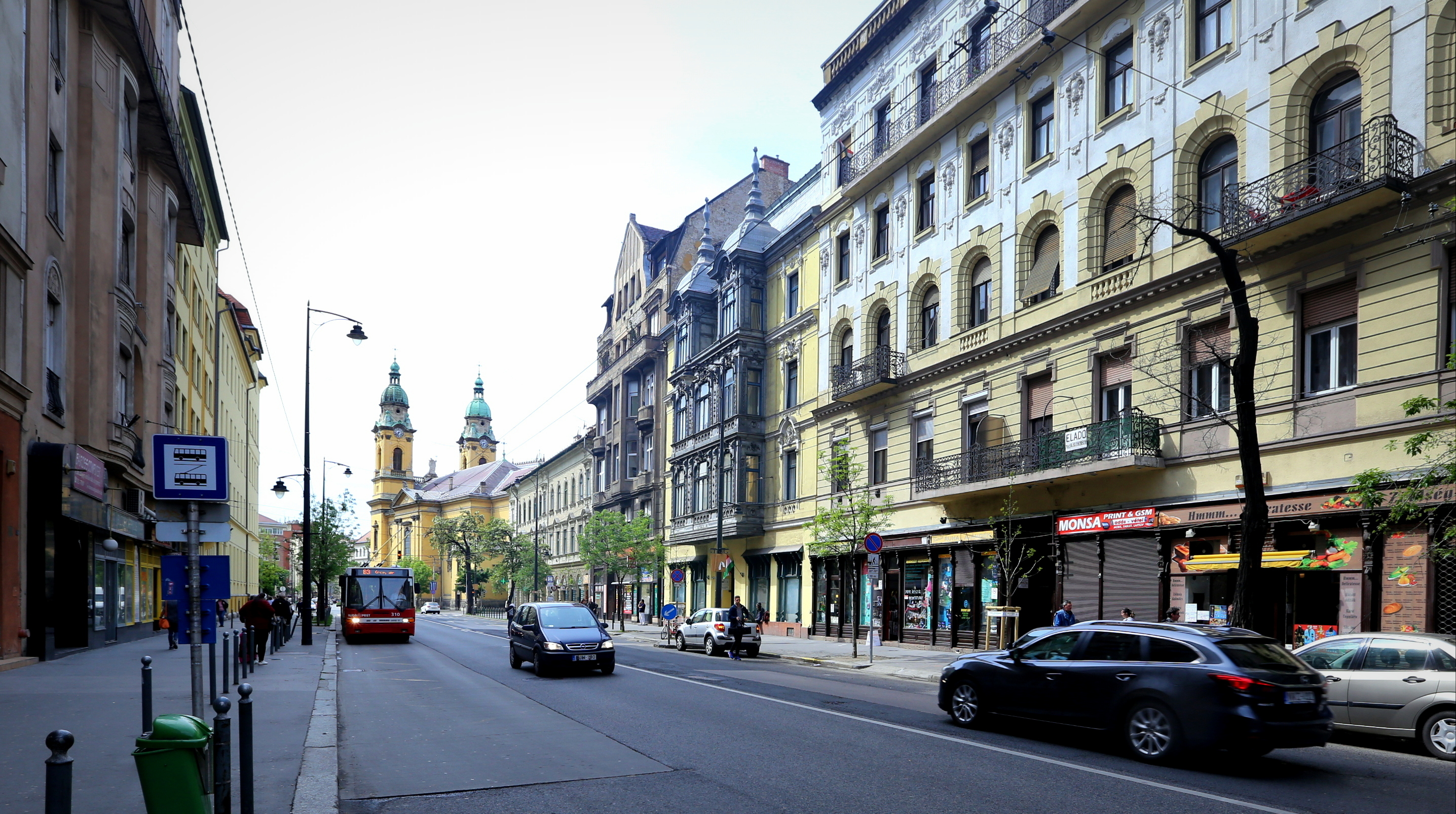
Baross utca

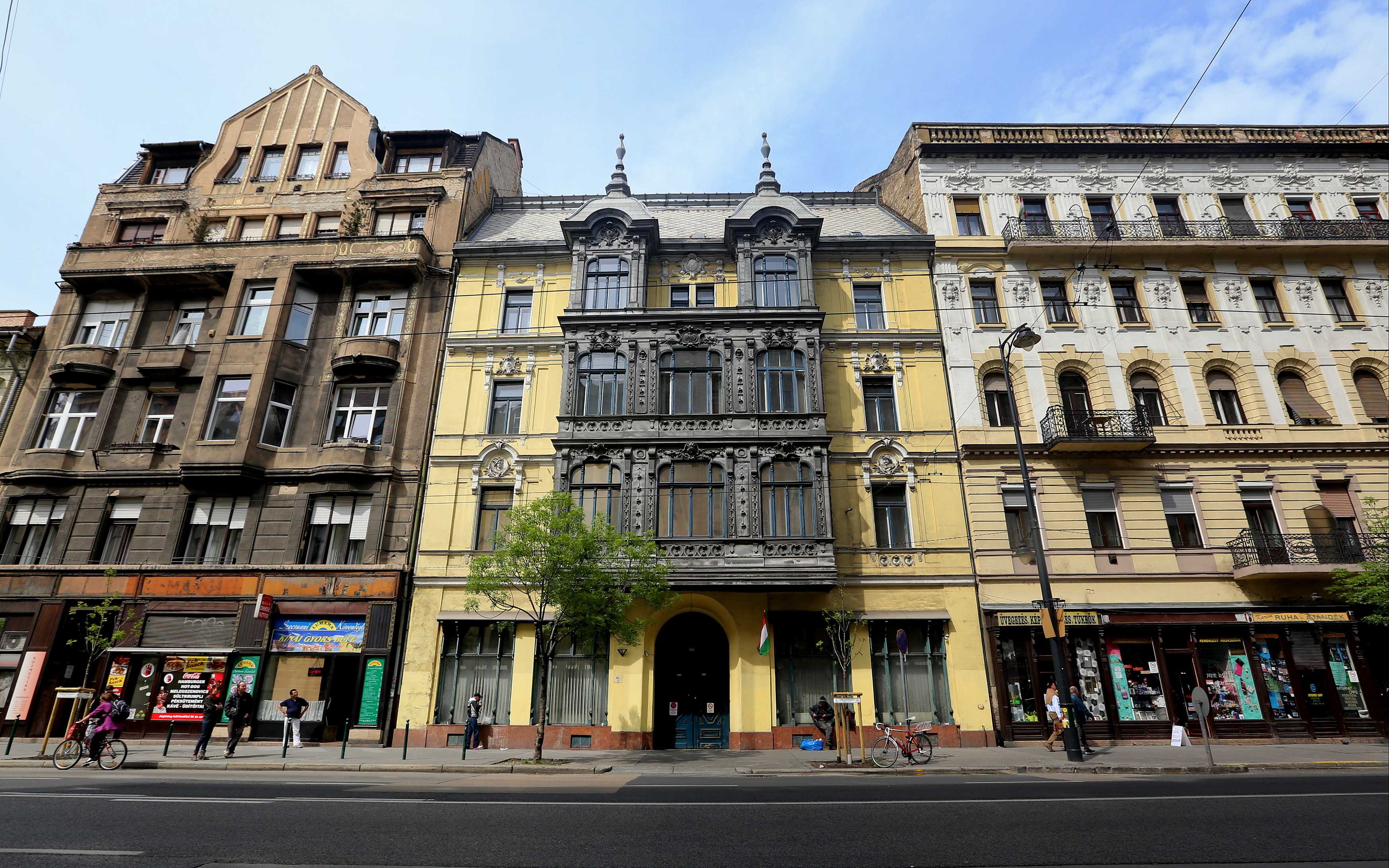
Baross utca 76.

A Baross utca Budapest VIII. kerületében található, a Szabó Ervin tér és az Orczy tér között húzódik. Keresztezi a Nagykörutat és áthalad a Horváth Mihály téren és a Kálvária téren is.

## Története
A régi Józsefváros főutcája volt. 1889. július 30-án ezen az utcán indult meg az első rendszeres pesti villamosjárat. A 18. században először Kőbányai út volt a neve, amit később Stáció utcára változtattak a Kálvária téren lévő golgota stációiról. Az utca Szentkirályi utca és Mária utca közötti szakaszán a SOTE klinikai épületei helyezkednek el.
Baross Gábor egykori közlekedési miniszter 1892. május 9-én, alig 44 évesen hunyt el. Emlékére pár nappal később, május 12-én nevezték át az akkori Stáció utcát, ami azóta is az ő nevét viseli. Az utcát még életében, 1891-ben egyszer már megpróbálták elnevezni róla, amikor megkapta a Budapest díszpolgára címet, ám az erről kialakult vitát lecsillapítandó, akkor maga írt levelet, amiben megköszönte a felvetést és jelezte, hogy nem tart igényt ilyen elismerésre.

## Jelentősebb épületei
- 23. szám: II. Sebészeti Klinika, Kiss István tervei szerint épült, 1900-ban.
- 39. szám: II. Női Klinika, szintén Kiss István tervei szerint, 1897-ből.
- 40. szám: egyemeletes, romantikus lakóház, íves virágfüzérdíszekkel és klasszicista folyosóráccsal. Az épületet Hild József tervezte 1843-ban, Kubinek Ferenc számára. Alig egy év alatt felépült,  majd Diescher József épített rá emeletet, 1861-ben, Thanhoffer Pál részére.  A Klinika ORL-rendelése működött itt, amíg ki nem nőtte. Azóta csak romosodik.
- A Horváth Mihály tér sarkán: Budapesti Fazekas Mihály Gyakorló Általános Iskola és Gimnázium.

Budapesten ma ezen kívül még a III., IV., XVI., XVII., XVIII, XIX., XX., XXI. és a XXII. kerületekben is található Baross utca, valamint a XVI. kerületben egy Baross Gábor utca is.

## Közösségi közlekedés
Az első villamosjárat 1897-ben indult. A viszonylat a 26-os számot viselte. Mellette a 16-os 1904-től közlekedett. (A Baross utcai villamosok egykori vágányzatából az Orczy téri torkolat előtt meghagyott kb. 100 méternyi szakaszt később sokáig kihúzónak használták.) A két járat forgalmát az 1953-ban kiépült (régi) 74-es trolibusz vette át. 1973-ban megszűnt. A jelenlegi 83-as trolibusz 1983-as megindulásáig a először a 9Y, majd 1977-től a 109-es busz pótolta. (A 4-es metró építése idején, 2007-2010 között a 89-es troli járt helyette.)
1931 óta közlekedik a belvárost átszelő 9-es buszjárat.